# Lactuca acanthifolia
Lactuca acanthifolia ist eine Pflanzenart aus der Gattung Lattich (Lactuca) innerhalb der Familie der Korbblütler (Asteraceae).  Ein Synonym ist Scariola acanthifolia (Willd.) Soják.

## Merkmale
Lactuca acanthifolia ist ein ausdauernder Schaft-Hemikryptophyt, der Wuchshöhen von 30 bis 100 Zentimetern erreicht. Der Stängel ist kräftig und fleischig. In seinen Blattachseln ist er spinnwebig-wollig. Die Stängelblätter sind kurz herablaufend. Die unteren Blätter sind groß, mehr oder weniger fiederteilig und gestielt. Auf der Unterseite der Mittelrippe sind sie spinnwebig-wollig. Die Körbchen sind einzeln oder zu wenigen sitzend an rutenförmigen Ästen angeordnet. Die Früchte sind 9 bis 10,5 Millimeter groß und matt gelblich-braun.
Die Blütezeit reicht von Juli bis September.
Die Chromosomenzahl beträgt 2n = 18.

## Vorkommen
Lactuca acanthifolia kommt im Bereich der südlichen Ägäis vor, in Kreta, in der Türkei und in Griechenland. Die Art wächst auf schattigen Kalkfelswänden. Auf Kreta ist sie in Höhenlagen von 0 bis 800 Metern anzutreffen.

## Belege
1. 1 2  Werner Greuter (2006–2009): Lactuca acanthifolia. – In: Greuter, W. & Raab-Straube, E. von (ed.): Compositae. Euro+Med Plantbase - the information resource for Euro-Mediterranean plant diversity.
2. 1 2 3  Ralf Jahn, Peter Schönfelder: Exkursionsflora für Kreta. Mit Beiträgen von Alfred Mayer und Martin Scheuerer. Eugen Ulmer, Stuttgart (Hohenheim) 1995, ISBN 3-8001-3478-0, S. 337.
3. ↑   Tropicos.